# Índice de Youden

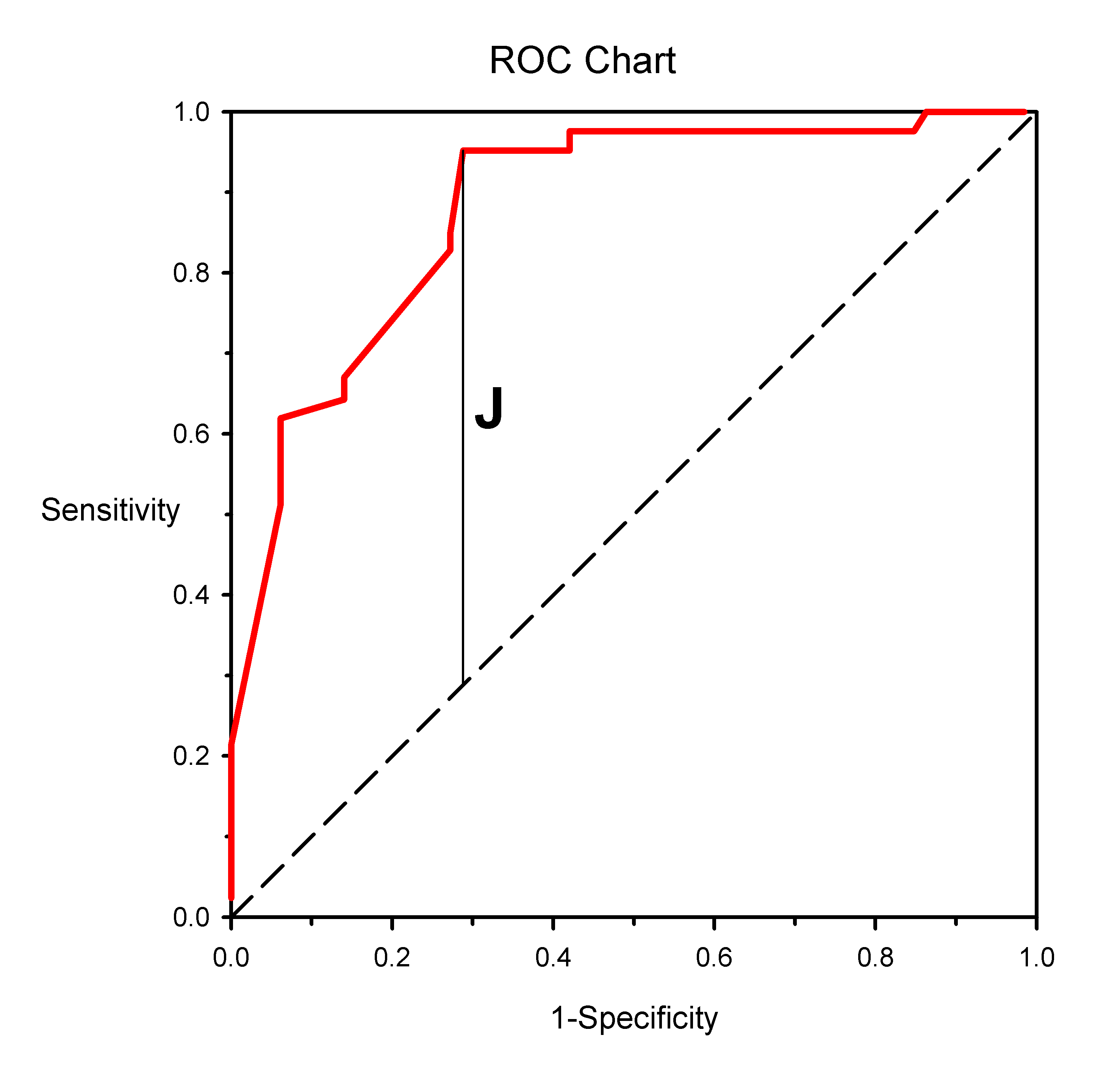
Ejemplo de curva ROC. Rojo: curva ROC; Línea puntuada: nivel probabilístico. La línea vertical (J) es el valor máximo del índice de Youden para la curva ROC

El índice de Youden (Youden's J statistic en inglés) es una prueba estadística que informa del rendimiento de una prueba de diagnóstico en forma dicotómica. 

## Definición
J = Sensibilidad + Especificidad − 1
con las dos cantidades derechas siendo sensibilidad y especificidad . Por ello la fórmula expandida es:
{\displaystyle J={\frac {\text{verdaderos positivos}}{{\text{verdaderos positivos}}+{\text{falsos negativos}}}}+{\frac {\text{verdaderos negativos}}{{\text{verdaderos negativos}}+{\text{falsos positivos}}}}-1}
El índice fue sugerido por William J. Youden en 1950 como manera de resumir el rendimiento de una prueba de diagnóstico. Su valor puede ser de -1 a 1, y tiene un valor de cero cuando una prueba de diagnóstico da la misma proporción de resultados positivos para grupos con y sin la enfermedad, i.e la prueba es inútil. Un valor de 1 indica que no hay falsos positivos o falsos negativos, i.e. la prueba es perfecta. 
El índice de Youden es a menudo utilizado conjuntamente con una curva ROC. El índice está definido para todos los  puntos de una curva ROC, y el valor máximo del índice puede ser utilizado como criterio para seleccionar el valor de corte óptimo cuándo una prueba de diagnóstico se expresa en un valor numérico más que un resultado dicotómico. El índice está representado gráficamente como la altura por encima de la línea de posibilidad, y es también equivalente al área bajo la curva de un único punto operativo.